# Anatoli Bychovets
Anatoli Fedorovitch Bychovets (en russe, Анатолий Федорович Бышовец), né le 23 avril 1946 à Kiev, est un footballeur soviétique d'origine ukrainienne. 
Lors de la Coupe du monde 1970, qui se déroule au Mexique, il inscrit 4 buts, soit autant que le légendaire Pelé. Néanmoins cela n'empêche l'élimination de son équipe en Quarts de finale face à l'Uruguay, à la suite d'un but d'Espárrago en fin de prolongation. 
Depuis 1982, il s'est reconverti dans une carrière d'entraîneur. Il est considéré par les Russes comme le pire entraîneur de l'histoire de la sélection nationale russe qui a durant son mandat joué que trois matchs. Ces matchs étaient les trois premiers rencontres des éliminatoires de l'Euro 2000. Son bilan est de trois défaites 2-1 contre l'Ukraine, 3-2 contre la France (championne du monde) et 1-0 contre l'Islande. La fédération russe de football le licencie immédiatement.

## Statistiques
| Saison                | Club                  | Championnat           | Championnat | Championnat | Coupe(s) nationale(s) | Coupe(s) nationale(s) | Compétition(s) continentale(s) | Compétition(s) continentale(s) | Compétition(s) continentale(s) | Total | Total |
| Saison                | Club                  | Division              | M.          | B.          | M.                    | B.                    | Comp.                          | M.                             | B.                             | M.    | B.    |
| 1964                  | Dynamo Kiev           | D1                    | 1           | 0           | 1                     | 0                     | -                              | -                              | -                              | 2     | 0     |
| 1965                  | Dynamo Kiev           | D1                    | 5           | 1           | -                     | -                     | -                              | -                              | -                              | 5     | 1     |
| 1966                  | Dynamo Kiev           | D1                    | 32          | 19          | 4                     | 2                     | -                              | -                              | -                              | 36    | 21    |
| 1967                  | Dynamo Kiev           | D1                    | 19          | 9           | 2                     | 0                     | C1                             | 4                              | 2                              | 25    | 11    |
| 1968                  | Dynamo Kiev           | D1                    | 15          | 4           | -                     | -                     | -                              | -                              | -                              | 15    | 4     |
| 1969                  | Dynamo Kiev           | D1                    | 15          | 7           | 1                     | 0                     | C1                             | 4                              | 1                              | 20    | 8     |
| 1970                  | Dynamo Kiev           | D1                    | 21          | 5           | 2                     | 1                     | -                              | -                              | -                              | 23    | 6     |
| 1971                  | Dynamo Kiev           | D1                    | 17          | 0           | 3                     | 0                     | -                              | -                              | -                              | 20    | 0     |
| 1972                  | Dynamo Kiev           | D1                    | 13          | 4           | -                     | -                     | C1                             | 1                              | 0                              | 14    | 4     |
| 1973                  | Dynamo Kiev           | D1                    | 1           | 0           | -                     | -                     | -                              | -                              | -                              | 1     | 0     |
| Total sur la carrière | Total sur la carrière | Total sur la carrière | 139         | 49          | 13                    | 3                     | -                              | 9                              | 3                              | 161   | 55    |

## Palmarès

### Palmarès de joueur
Dynamo Kiev
- Champion d'Union soviétique en 1966, 1967, 1968 et 1971.
- Vainqueur de la Coupe d'Union soviétique en 1964 et 1966.

### Palmarès d'entraîneur
Union soviétique
- Champion olympique en 1988.